# Mura
Mura es un municipio de la comarca del Bages, en la provincia de Barcelona, comunidad autónoma de Cataluña, España.
Mura está situado en el Parque natural de San Lorenzo del Munt y del Obac. 

## Historia
La primera noticia que se tiene de su existencia data del año 978. Alrededor de la iglesia de San Martín, ya documentada el año 1088 empezaron a levantarse las primeras casas de este pintoresco pueblo que aún hoy en día conserva todo su encanto medieval.
Históricamente, el trabajo en el campo era la principal dedicación de sus gentes; especial importancia tuvo el cultivo de la uva, que a partir del siglo XVIII desplazó las formas más tradicionales de agricultura. Ésta era una tarea especialmente ardua dada las características montañosas del terreno, solventadas en parte mediante la construcción de lagares entre las viñas, los cuales se utilizaban para la prensa y fermentación de la uva. Ya entrado el siglo XIX, la filoxera acabó con los viñedos y provocó un importante descenso de la población.
Otra tarea importante, hasta mediados del siglo XX, fue la elaboración de carbón vegetal, hasta el momento en que la energía eléctrica determinó su desaparición.
Desde entonces, sus gentes se dedicaron a otra clase de trabajos en consonancia con los nuevos tiempos. Así, se instaló una fábrica textil a principios del siglo XX, la cual estuvo en funcionamiento hasta el año 1964. Lógicamente, el cierre de ésta, tuvo importantes consecuencias socioeconómicas en la vida del pueblo, determinando la emigración de la población hacia las ciudades industriales o hacia poblaciones vecinas. Desde entonces, la fisionomía de Mura se ha ido transformando hasta convertirse en un pueblo con gran número de segundas residencias, sentando las bases para una tradición turística en potencia.
Precisamente, para con los nuevos trabajos e ingresos devengados del turismo, resultó muy relevante la creación del Parque natural de San Lorenzo del Munt y del Obac, en el año 1972. Desde entonces aumentó el número de turistas y visitantes. A nadie se le escapa que, como ocurre en otros muchos municipios de Cataluña, el turismo podría garantizar el futuro del pueblo y su núcleo poblacional. A pesar de los aspectos positivos presentes en la actividad comercial local, en la actualidad (2020), el municipio de Mura debe hacer frente a problemas de gestión derivados de la masificación turística con el fin de evitar que dicho exceso de visitantes interfiera o dificulte el desarrollo de la vida cotidiana de sus habitantes.

## Fiestas locales
- Fiesta de San Marcos

De origen antiguo, el motivo es pedir a San Marcos protección contra relámpagos y temporales. Desde siempre los muratanos han guardado un panecillo de San Marcos durante todo el año para asegurarse la protección y comerse otro después de citar una plegária. Esta fiesta se celebra en abril.
- Fiesta mayor

En honor del patrón del pueblo, San Martín (11 de noviembre). Los actos duran un fin de semana, el anterior o posterior a la celebración del santo (dependiendo del año). Se publica un programa de fiestas que se reparten entre los vecinos y que también se puede aconseguir al Centro de Interpretación de Mura y a las tiendas del pueblo.

## Lugares para visitar

### Iglesia de Sant Martín

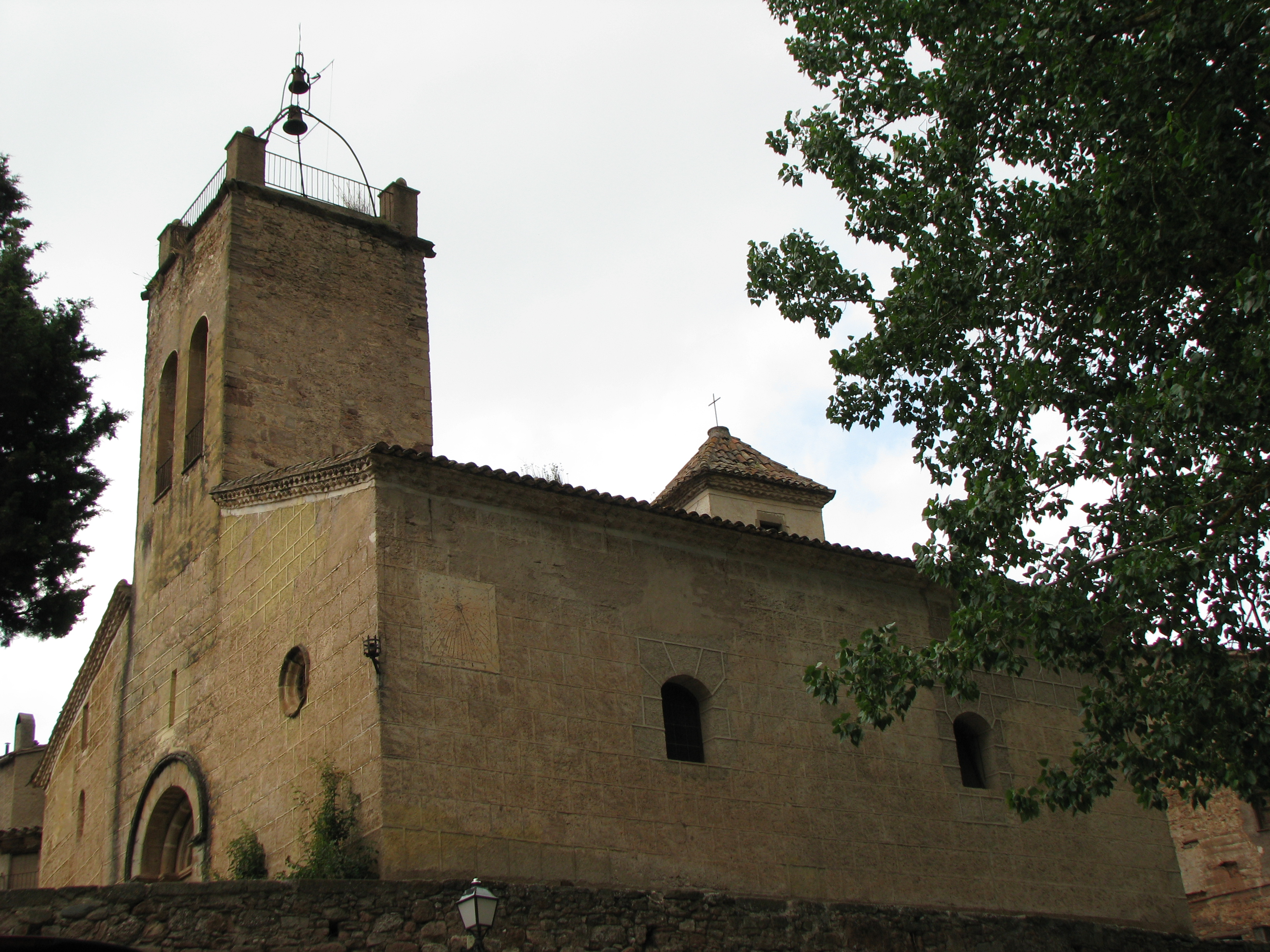
Vista de la iglesia de San Martín.

La iglesia de Sant Martín  es de estilo románico y es el resultado de sucesivas ampliaciones. La iglesia se abre de 12:00 a 13:00 horas los domingos para la celebración de la misa semanal.

### Castillo de Mura
Hoy en día solo se conservan algunas paredes cubiertas de hierbas y matojos. La primera mención al castillo data del año 1023. El primer propietario conocido es Guitard de Mura. El castillo, de poca importancia como edificación, seguramente era más como una torre de vigilancia habitada por soldados que para vivienda del señor del castillo.

### Aviario

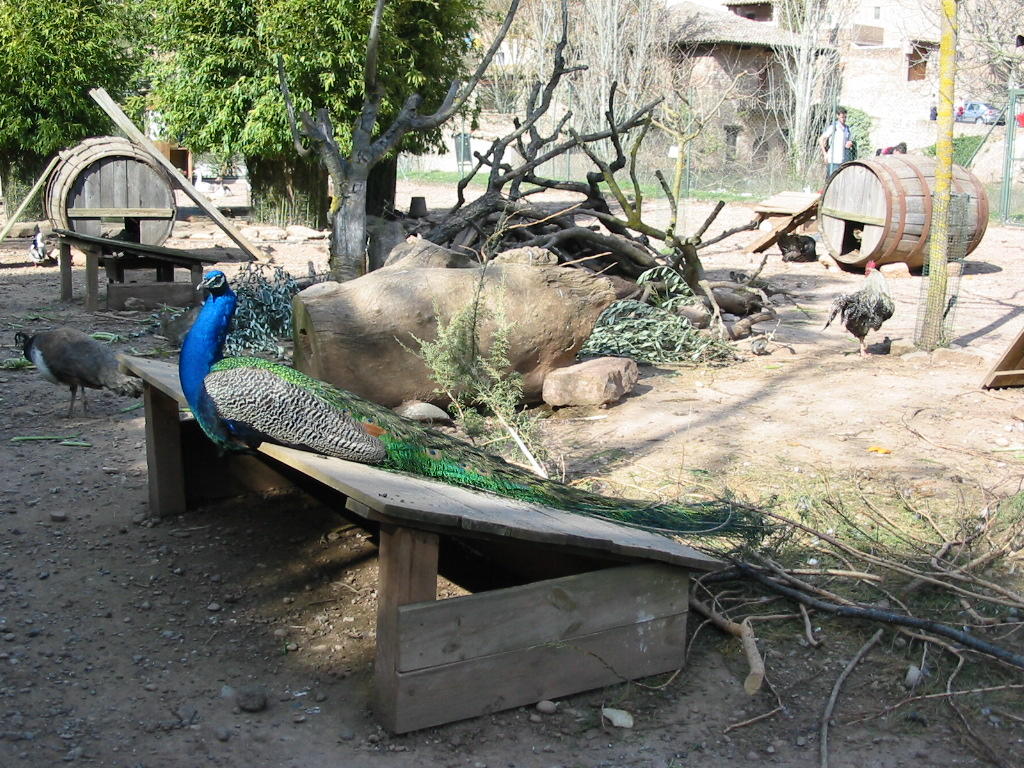
Minigranja en Mura.

En el aviario se pueden encontrar pavos reales, gallinas y gallos, patos, conejos, ocas y otros animales de granja viviendo al aire libre y con libertad de movimientos. El recinto está vallado con una reja metálica que permite a la gente observar a los animales desde el exterior. 
El aviario fue una iniciativa del Centre Excursionista de Mura.

### Las cuevas de Mura
La cueva está formada por una única galería de 180 metros de fondo. Actualmente, solo se puede entrar si se tiene la llave.

### La gorja del padre
La gorja del padre es un espacio priviligiado de naturaleza que presenta un salto de agua y una balsa de una gran belleza.

### Ermita de Sant Antoni

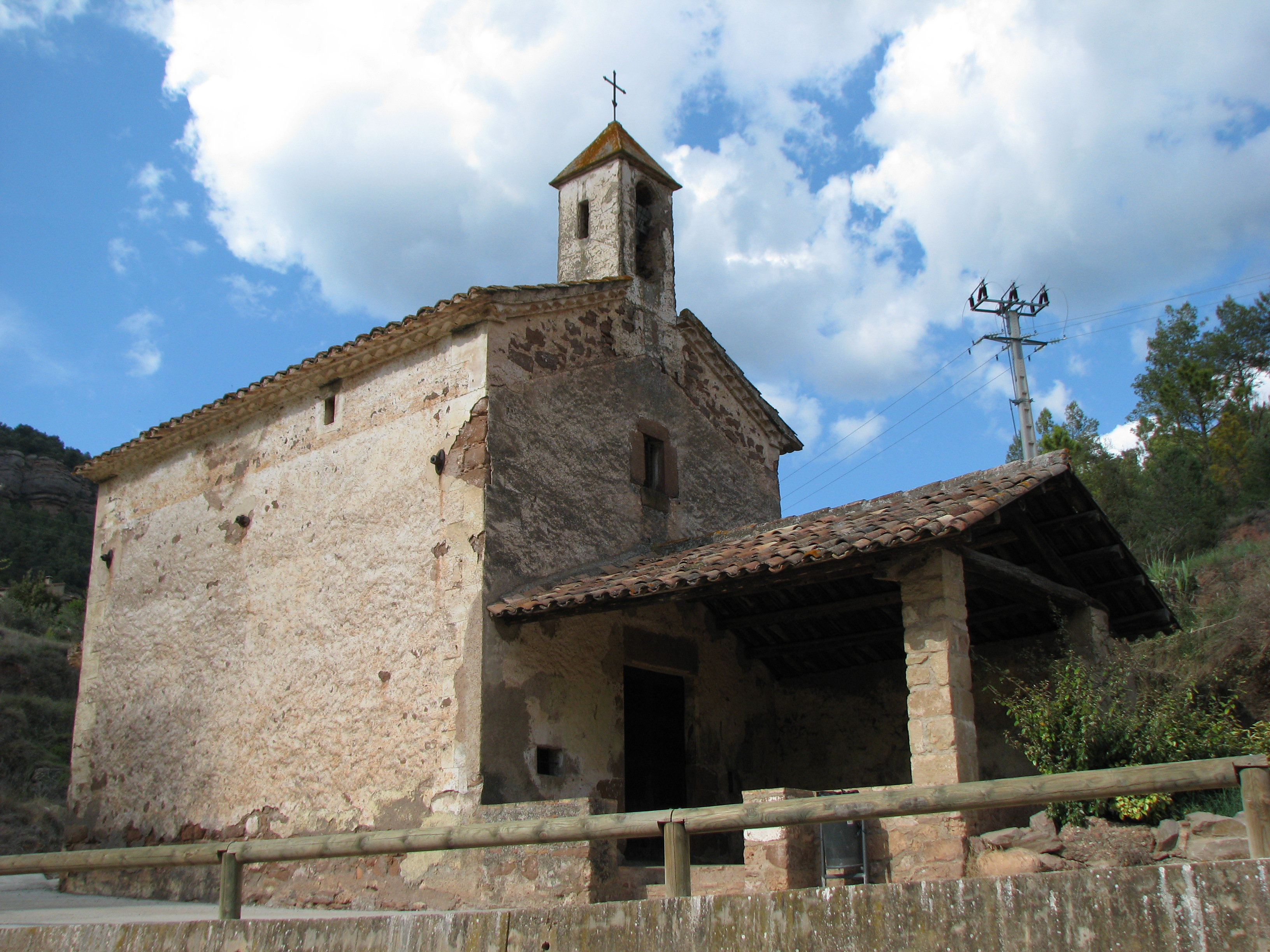
Ermita de Sant Antoni.

La Ermita de Sant Antoni es de estilo románico y está dedicada a San Antonio de Pádua. Actualmente la ermita está cerrada y solo se abre el día de San Antonio de Pádua.

### Fuente de la era
Es la más visitada por su proximidad al centro del pueblo. El nombre se debe a la era que hay justo en frente, donde antiguamente la gente del pueblo iba a trillar el trigo.

### Fuente del rector
La fuente del rector la hizo construir el rector Lluís Costa, que fue el cura de Mura entre los años 1977 y 1995.

### Fuente del Escolà
De camino hacia la fuente del rector.

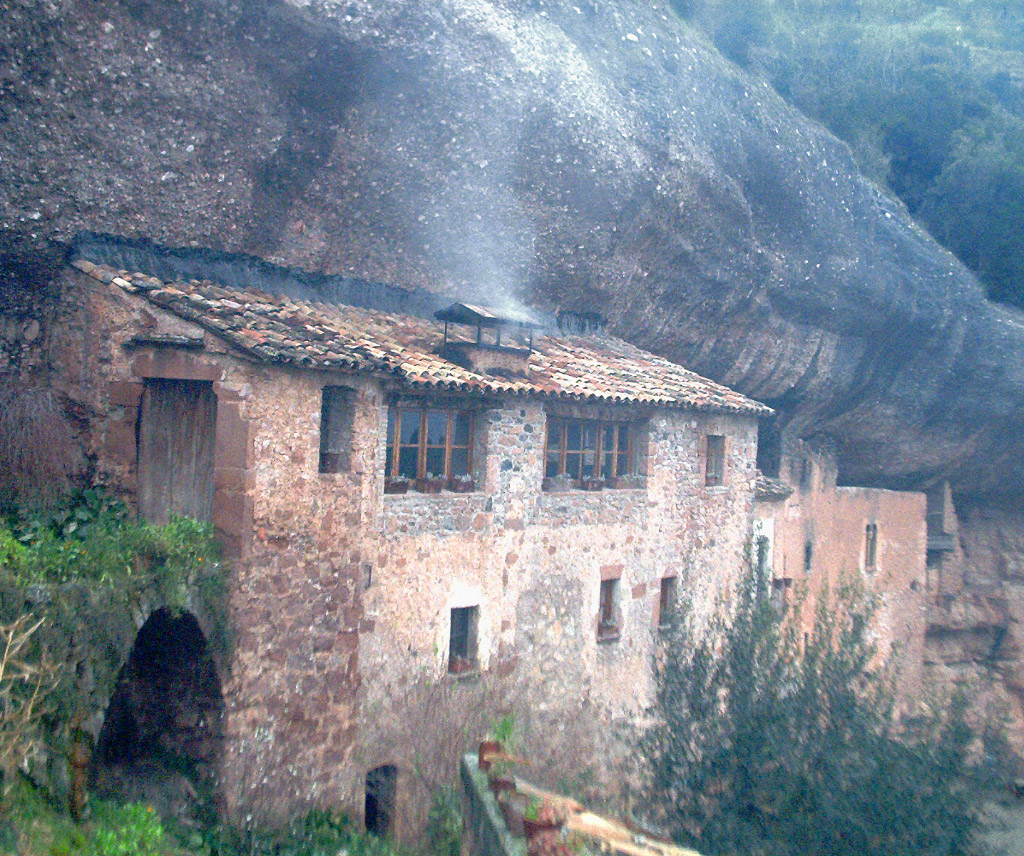
Puig de la Balma.

### Puig de la Balma
El puig de la Balma es una masía construida el siglo XII obrada en la roca, ofrece servicio de alojamiento, restauración y museo de gran valor histórico y antropológico.

## Administración
| Periodo   | Nombre                  | Partido |
| --------- | ----------------------- | ------- |
| 1987-1991 | Rosa Gimeno             | ERC     |
| 1991-1995 | Ferran Vallbe Cañizares | CiU     |
| 1995-1999 | Martí Perich Singla     | PSC     |
| 1999-2003 | Martí Perich Singla     | PSC     |
| 2003-2007 | Martí Perich Singla     | PSC     |
| 2007-2011 | Martí Perich Singla     | PSC     |

## Demografía
Mura cuenta con una población de 232 habitantes (INE 2024).
| Gráfica de evolución demográfica de Mura entre 1842 y 2021                                                            |
| |
| Población de derecho según los censos de población del INE. Población de hecho según los censos de población del INE. |

En períodos vacacionales la población puede verse aumentada hasta cerca del millar de personas. También es muy significativo el número de excursionistas que visitan el pueblo atraídos por sus bellos parajes y paisajes, así como por otras atracciones tales como la gastronomía o actividades relacionadas con la naturaleza.
Mura está formado por un único núcleo o entidad de población.

### Evolución demográfica
| 615                        | 478 | 308 | 193 | 238 |
| (Fuente: [cita requerida]) |     |     |     |     |

- Gráfico demográfico de Mura entre 1717 y 2009

1717-1981: población de hecho; 1990- : población de derecho